# 艾萊西瑙伊姆赫島
艾萊西瑙伊姆赫島是蘇格蘭的島嶼，位於馬爾島以南的大西洋海域，屬於內赫布里底群島的一部分，面積0.56平方公里，最高點海拔高度80米，島上無人居住。

## 外部連結
- Canmore （页面存档备份，存于）

56°13′N 5°48′W / 56.217°N 5.800°W